# Betsy Mitchell
Elizabeth (Betsy) Mitchell (Cincinnati, 15 januari 1966) is een Amerikaans zwemster.

## Biografie
Johnson won tijdens de Olympische Zomerspelen van 1984 in eigen land de zilveren medaille medaille op de 100m rugslag achter haar landgenote Theresa Andrews. Op 4x100m wisselslag won zij de gouden medaille, Johnson allen in actie in de series.
Tijdens de eerste Pan-Pacifische kampioenschappen zwemmen won Johnson de titel op de 100m rugslag en de 4x100m vrije slag.
Tijdens de Wereldkampioenschappen zwemsporten 1986 won Johnson de titel op de 100m rugslag en de zilveren medaille op de 200m rugslag en de drie estafettenummers.
Johnson kwam tijdens de 4x100m wisselslag op de 1988 alleen in actie in de series en ontving uiteindelijk wel de zilveren medaille.

## Internationale toernooien
| Jaar | Olympische Spelen                                                   | Wereldkampioenschappen                                                                  | Pan-Pacifische kampioenschappen                 |
| ---- | ------------------------------------------------------------------- | --------------------------------------------------------------------------------------- | ----------------------------------------------- |
| 1984 | 100m rugslag · 4x100m wisselslag · Mitchell zwom enkel de series    |                                                                                         |                                                 |
| 1985 |                                                                     |                                                                                         | 100m rugslag · 200m rugslag · 4x100m vrije slag |
| 1986 |                                                                     | 100m rugslag · 200m rugslag · 4x100m vrije slag · 4x200m vrije slag · 4x100m wisselslag |                                                 |
| 1987 |                                                                     |                                                                                         |                                                 |
| 1988 | 4e 100m rugslag · 4x100m vrije slag · Mitchell zwom enkel de series |                                                                                         |                                                 |